# Andreaskirche (Plaggenburg)

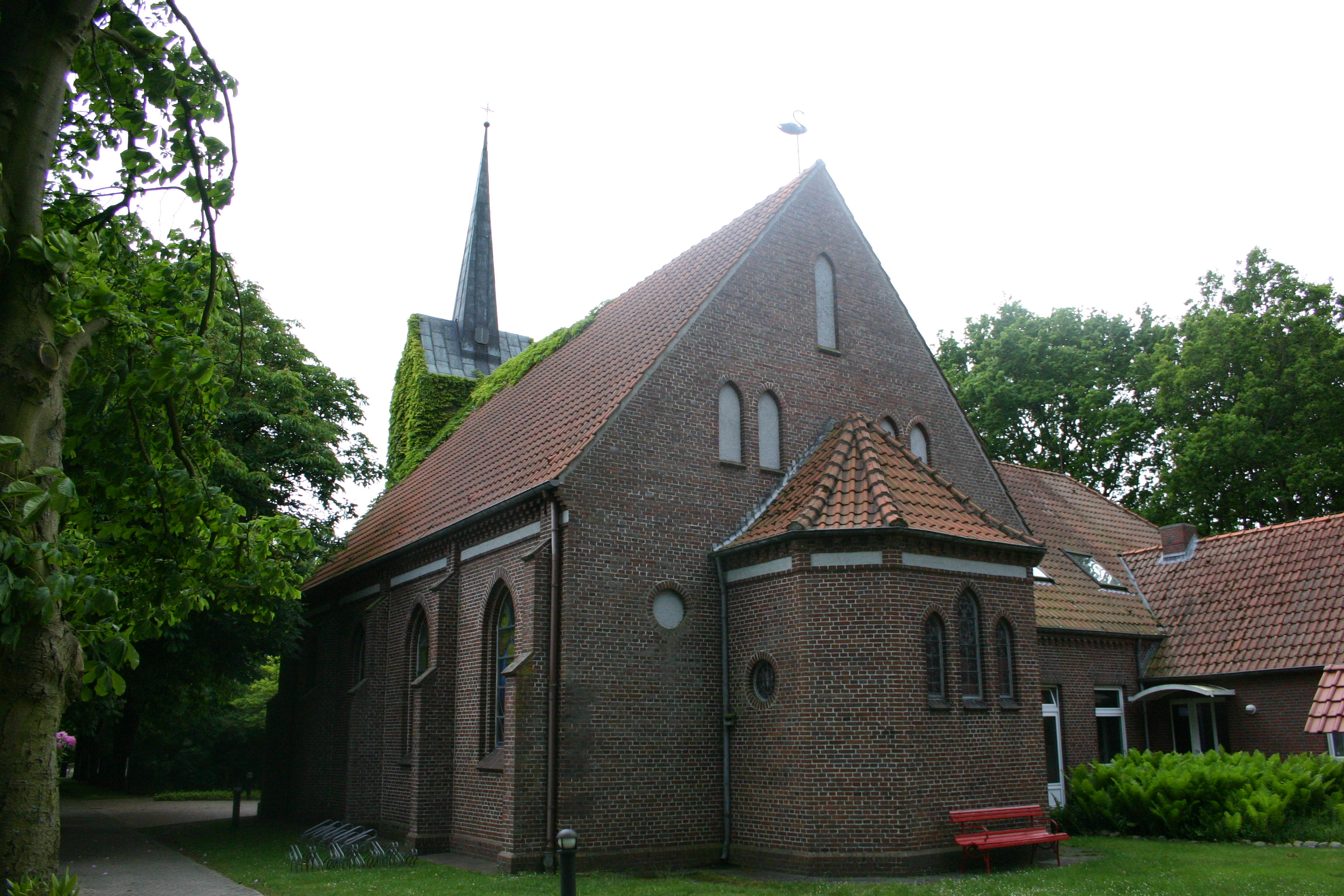
Andreaskirche von Nordosten

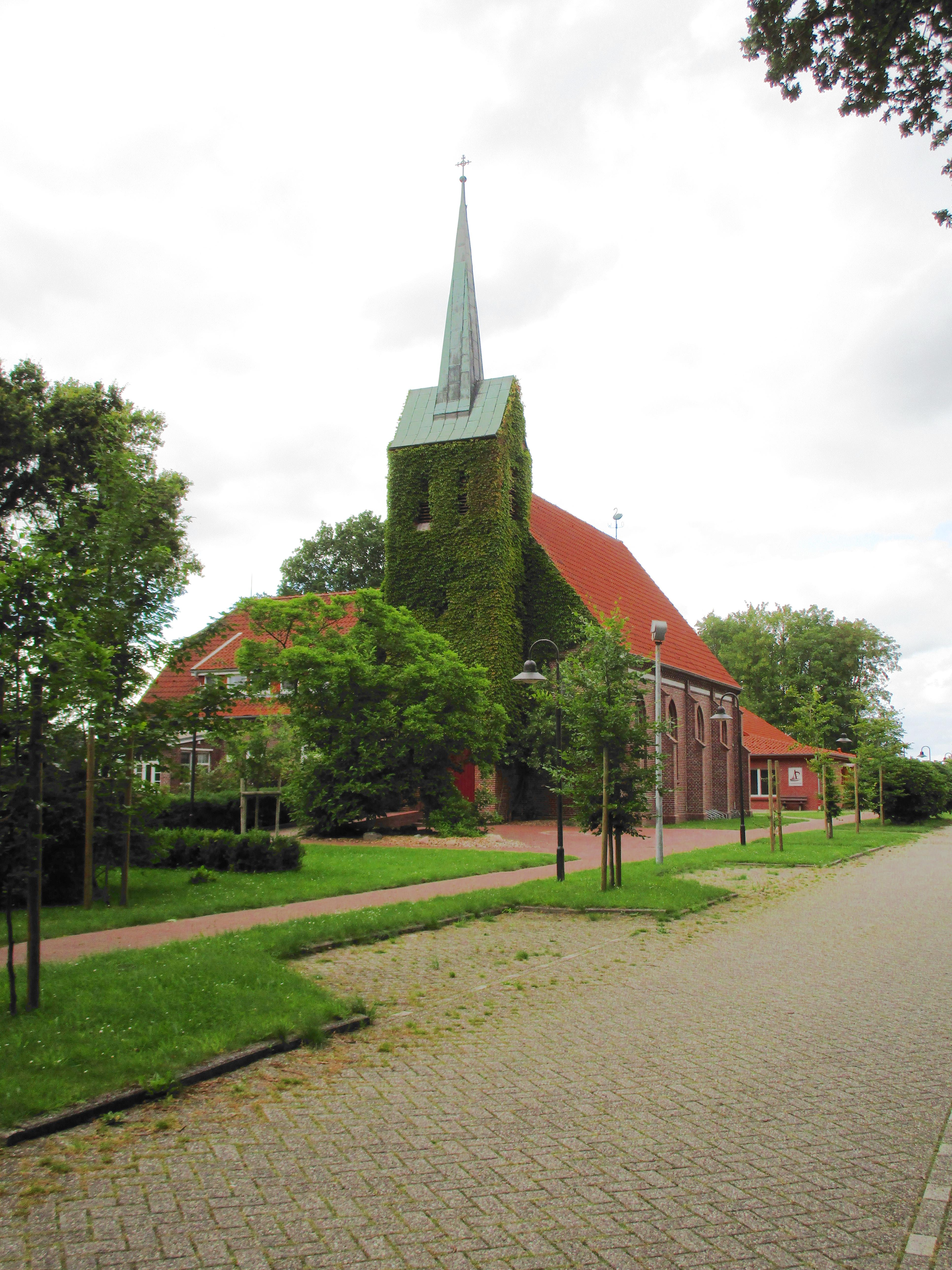
Ansicht von Südosten

Die lutherische Andreaskirche wurde 1904 in Plaggenburg, einem Ortsteil der ostfriesischen Stadt Aurich, errichtet. Sie ist nach dem Apostel Andreas benannt.

## Geschichte
Plaggenburg entstand ab 1777 als Moorkolonie. Kirchlich war das Dorf zunächst den beiden evangelischen Gemeinden Aurichs zugerechnet. Im Jahre 1904 wurden die drei Dörfer Plaggenburg, Pfalzdorf und Dietrichsfeld als erste von der Kirchengemeinde Aurich abgetrennt und bildeten fortan eigene Gemeinden. Neben der plaggenburger Schule begann im gleichen Jahr der Bau der Andreas-Kirche.
Im Jahre 1952 wurde der Kirchenraum zum ersten Mal umgestaltet.
In den Jahren 1970 bis 1973 ließ die Gemeinde Dach und Turm erneuern und den Innenraum der Kirche erneut grundlegend umgestalten. Dabei erhielt das Gotteshaus einen Ziegelsteinfußboden und neue bleiverglaste Fenster. Die Bänke wurden entfernt und durch Stühle ersetzt. Gottesdienste fanden in dieser Zeit im Schulgebäude statt.
Seit der Wiedereröffnung im Jahre 1973 ist das Kirchengebäude dem heiligen Andreas geweiht.

## Architektur
Das Bauwerk wurde im Stil der Neugotik errichtet. Das Kirchenschiff hat eine Breite von 10 Metern und eine Länge von 15,5 Metern. Der Kirchturm weist eine Höhe von 22 Metern auf und schließt im Süden an das Kirchenschiff an. Dort befindet sich auch der Eingang der Kirche. An die fensterlose Westseite des Schiffs ist das Pfarrhaus angebaut. Die Ostseite wird durch Strebepfeiler in vier Felder gegliedert, in denen ebenso viele Spitzbogenfenster eingelassen sind. Im Norden schließt eine Apsis dem Kirchenraum ab, die im Osten und Westen durch kleine, hoch sitzende, runde Fenster, im Norden hinter dem Altar durch drei schmale, unterschiedlich hohe, Spitzbogenfenster belichtet wird.

## Ausstattung
Taufstein, Kanzel und Altar sind ein Werk des Oldenburger Künstlers Max Herrmann (1908–1999). Die Kronleuchter wurden im Jahre 1904 von der politischen Gemeinde Plaggenburgs zur Eröffnung der Kirche gestiftet. Der Künstler Walter Arno (1930–2005) aus Elmshorn bei Hamburg gestaltete die Taufschale aus Chromnickelstahl und das auf dem Altar stehende Kreuz mit einem barocken, etwa aus der ersten Hälfte des 18. Jahrhunderts stammenden Korpus. Die Vasa Sacra bestehen aus einem Kelch mit dem Lamm Gottes, Patene, Dose und Kanne. Sie weist keine Gravierung auf.
Die Orgel ist ein Werk der Orgelbauwerkstatt Alfred Führer aus Wilhelmshaven. Sie wurde in den Jahren 1982–1984 in das Gehäuse des Vorgängerinstruments der Firma P. Furtwängler & Hammer aus den Jahren 1905–1906 eingebaut. Das Instrument verfügt über sieben Register auf einem Manual und Pedal.
Im Turm befinden sich zwei Kirchenglocken aus Bronze. Die größere mit dem Schlagton gis′ wurde 1922 von der Gießerei M & O Ohlsson, Lübeck, gegossen. Die kleinere Glocke der Glocken- und Kunstgießerei Rincker aus Sinn (Hessen) kam 1966 hinzu. Sie erklingt auf dem Ton h′. Bis dahin war immer nur eine Glocke vorhanden gewesen.